# D'Entrecasteaux nationalpark
D'Entrecasteaux nationalpark är en nationalpark i Australien.   Den ligger i delstaten Western Australia, i den sydvästra delen av landet, 3 000 km väster om huvudstaden Canberra. D'Entrecasteaux nationalpark ligger 74 meter över havet.
I omgivningarna runt D'Entrecasteaux nationalpark växer i huvudsak städsegrön lövskog.